# アフターウォーの勢力
アフターウォーの勢力では、テレビアニメ『機動新世紀ガンダムX』をはじめとするアフターウォーが舞台の作品に登場する、架空の組織を列挙する。

## 国家

### クラウド9
地球を挟んで月の反対側のラグランジュポイントに位置する島3号型のスペースコロニー。第7次宇宙戦争以前から存在し、地球統合連邦政府（旧連邦）が地球圏全域を統治下に置いていた時代には、旧連邦の弾圧支配に不満を抱え続けたスペースノイドたちによる反連邦活動の中心地となり、第7次宇宙戦争終結時には存続した数少ないコロニーとして宇宙の復興作業の先頭に立った。
戦前の総人口は不明だが、A.W.0015時の総人口は1200万人であり、現代における市民たちは、宇宙革命軍の総統ザイデル・ラッソの「ニュータイプ主義」による思想統制で強い反連邦感情を有し、地球に暮らす人々もオールドタイプと見下しており、地球でのスパイ活動から帰還した部隊のパレードで祝賀し、ダリア作戦開始のニュースも期待しながら視聴するなど、ザイデルには絶大な支持を、革命軍には大きな期待をそれぞれ寄せている。
クレチマス宮殿
クラウド9内部に建造された、豪奢なロココ建築と周囲の美しい庭園で構成される宮廷。ザイデルの私邸と革命軍公邸を兼ね、地球から帰還した兵士たちの謁見や勲章授与、ティファ・アディールの一時軟禁が描写された。
独立記念通り
クラウド9の大通りの1つ。前述の祝賀パレードが挙行され、ザイデルや地球から帰還したニコラ・ファファスに加え、ティファも参加させられたが、サテリコンによるザイデル暗殺を目的とした地雷攻撃が実施された。その結果、攻撃直前に不穏な気配を察したティファの進言を受けたニコラの避難勧告によってザイデルは難を逃れ、サテリコン掃討作戦を発動させた。

#### ニュータイプ主義
ザイデルが提唱する選民思想。特異な能力を持った「ニュータイプ」と呼ばれる人々を「人類の革新」と位置づけ、コロニー出身者（スペースノイド）はその最初の一歩であり、宇宙に住む全ての人々が潜在的なニュータイプであるとされ、ニュータイプと呼ばれる能力者はその潜在した力が早い時期に発露した存在とされた。
しかし実のところ、ザイデル自身はニュータイプやその能力そのものには関心がなく、むしろ疎ましくさえ思っており、彼にとってニュータイプはあくまで思想統制と民意の高揚に利用するだけの道具であり、大戦でニュータイプ能力を失ったランスロー・ダーウェル大佐を重用したのもそのために過ぎなかった。したがってザイデルが必要としたのは自らの思想統制や主義に沿うニュータイプだけであり、宇宙ではなく地球の生まれでありながらニュータイプ能力を有しているティファにその思想を否定された際にも彼女の存在を認めようとはしなかった。

#### 宇宙革命軍
クラウド9を拠点とする軍事政権。表向きは旧連邦が地球圏全域を統治下に置いていた時代に独立運動を起こしたクラウド9の正規部隊として創設されたが、その実態はザイデル率いる私兵組織である。旧連邦には国力の差から規模に劣るが、軍事技術では勝っている。部隊編成の詳細は不明だが、劇中では宇宙艦隊のほか、第7次宇宙戦争後に地球各地に派遣された工作員たちの部隊、ランスローが教官を務める教育大隊も登場する。所属する構成員の軍服は紺色を基調色とし、高級将校以上のものにはスカーフ、レリーフ入りの襟、肩章、飾緒などが付属しているなど、大時代的なデザインとなっている。

#### 兵器

##### 機動兵器
主力兵器であるモビルスーツ（MS）やモビルアーマー（MA）各機は連邦製のMSよりも高性能で、ニュータイプ専用機として開発されるものもあった。

##### 艦艇
クラウド9が地球上に領土を持たないため、宇宙艦艇のみで艦隊を編成している。
アストラーザ級宇宙巡洋艦
ガーベラ
キグナス

#### 来歴

##### 第7次宇宙戦争
A.W.以前、旧連邦に対してコロニーの独立を求めるスペースノイドの勢力・その中でもザイデル率いる勢力は、クラウド9を根拠地に起こした独立運動を契機に宇宙革命軍を創設。旧連邦に独立戦争を挑み、第7次宇宙戦争と呼ばれる史上最大かつ最悪の戦禍を巻き起こした。
宇宙革命軍は非常に高度な兵器と宇宙空間を活かした戦術で旧連邦軍を苦戦させ、旧連邦を直接殲滅させる「ライラック作戦」の一環として地球にも工作部隊を派遣するなどの侵攻を開始。意見を違える他のコロニーに毒ガス攻撃を仕掛けて住民を虐殺するという非道まで行ったが、国力などの差から戦況は逆転させられ、ライラック作戦も阻止されてしまう。さらに戦争が8ヶ月に及ぶ膠着状態に陥った際に、住民が虐殺されたコロニーを大質量兵器として地球へ落下させる「コロニー落とし作戦」を準備することで旧連邦側に無条件降伏を迫った。しかし旧連邦側は決戦兵器であるMS「ガンダム」を投入して徹底抗戦の構えを見せた。そしてこのうち1機がコロニーを破壊したことから、その圧倒的な破壊力に焦った革命軍はコロニー落としを強行。40基を超えるコロニーが地球へと落下し壊滅的打撃を与えることとなった。しかし、革命軍も旧連邦軍と同様に戦力の大半を失うほどの被害を受けたことから、勝敗の付かないまま、なし崩し的に戦争は終結する。
クラウド9自体は無傷だったものの、国力が脆弱な宇宙革命軍は国力の回復と戦力再編に手を取られ、地球再侵攻は不可能なまま15年の歳月が流れていった。しかし宇宙革命軍は地球侵攻を諦めることなく、工作員を密かに派遣するなどして地球情勢を探らせることを怠らなかった。再興しつつあった新連邦の軍や関連組織にも、こういった工作員を数多く潜入させ、ライラック作戦の一環で地球に潜伏していたメンバーの生き残りもおり、この15年の間、コロニー落としに起因する様々な理由によって犠牲者が出たり、指揮官の暴走で最終的には私物化されたものの、無政府状態だった北米大陸に拠点の構築を成功させている。

##### サテリコンとの対立
A.W.0015、宇宙革命軍に抵抗する反宇宙革命軍組織「サテリコン」に対して革命軍は、察知した相手の拠点である資源衛星をランスロー率いる教育大隊に猛攻撃を仕掛けさせ、さらにザイデルの命令で荷粒子反応弾を資源衛星に撃ち込み、サテリコンを全滅させた。
そしてザイデルは、先の大戦で建造途中だったコロニーレーザーを完成させ、これを地球に撃ち込んだ上で地球侵攻を行うという「ダリア作戦」の決行を決定。しかし決行直前にサテリコン残党と手を組んだガロード・ランが駆るガンダムダブルエックスによってコロニーレーザーを破壊される。

##### 第8次宇宙戦争
予期せぬ妨害によるダリア作戦失敗を受けて、宇宙革命軍では和平論が唱えられるようになり始めるが、ザイデルは対地球戦争を決定し、和平派を排除して独裁体制を確率。旧連邦がファーストニュータイプを封じた月面の施設「D.O.M.E.」に接触することで新連邦に勝利を得られると考え、宇宙艦隊を率いて月面に向かうも、月宙域で革命軍同様にD.O.M.E.を目指す新連邦軍と交戦状態となり、D.O.M.E.を防衛するビットMSの迎撃も受けて第8次宇宙戦争が勃発。ザイデルは新連邦のフィクス・ブラッドマン司令やフリーデンクルーとともにD.O.M.E.との接触に成功するものの、その答えはおよそ期待していたものとは違っていた。なおもブラッドマンら新連邦と戦おうとするザイデルであったが、ブラッドマンを裏切ったフロスト兄弟に両者まとめて暗殺され、革命軍の宇宙艦隊も彼らに攻撃されかけたが、ガンダムダブルエックスを駆るガロードの活躍により難を逃れた。
ザイデルを失ったことで革命軍は停戦し、第8次宇宙戦争は短期間で収束。宇宙革命軍はようやく新連邦との和平交渉に臨むようになり、戦争から半年後に開かれた第3回調停会議にはランスローが革命軍の代表として出席する。

### 新地球統合連邦政府
A.W.0015に旧連邦の後継組織として創設された巨大国家連合。劇中では「地球連邦」と略称される。新連邦軍最高議会でもある新連邦政府中央議会を中心としていることから、旧連邦とほぼ同等の性質を有し、絶大な軍事力を以って、地球統一とクラウド9/宇宙革命軍撃破を含む地球圏統一政体を目指す。

#### 旧地球統合連邦政府
第7次宇宙戦争以前から存在していた国家連合、A.W.以降は「旧連邦」と呼称されることが多い。南米に本拠を置き、具体的な組織の成り立ちや当時の年号については不明であるが、地球上の国家を中心に構成されたと言われており、コロニーを地球の従属物と考え、弾圧支配していたことから、スペースノイドたちとの間に対立構造を形成していた。その一方でニュータイプに関しては、「人の革新」とする思想に否定的だったにもかかわらず、軍事に利用するべき対象と見做しており、そんな身勝手な見解は、傘下の研究機関の倫理観を逸脱したニュータイプ研究も容認するだけでなく、第7次宇宙戦争以前に発見したファーストニュータイプを遺伝子レベルに分解してD.O.M.E.に組み込むという非人道的行為にまで及んでいた。
だが、第7次宇宙戦争末期に南米の本拠が集中的にコロニー落としを受けたことで活動困難となって瓦解した。

#### 政府再建委員会
第7次宇宙戦争後の地球を再び統一する新連邦政府樹立のための結社。欧州の或る都市に中心拠点を構え、政府再建に向けて連邦体制の再構築・連邦軍の再編・新兵器開発・諜報機関のエージェントたちの派遣などを10数年かけて秘密裏に推進した。地球統一作戦実施に乗り出すと、本格的に新連邦政府と称して地球圏再統合へ動き出した。

##### 最高審議会 / 新連邦軍最高議会
フィクス・ブラッドマンが首脳を務める政府再建委員会の意思決定機関。委員会を設立した旧連邦政府関係者、軍上層部、産業界の重鎮たちで編成されることから寡頭制を採っており、かつての栄光と権力を取り戻しコロニーを地球に隷属させることを目論む一方で、彼らの大半は宇宙革命軍との和平も願う現実主義者であり、ほとんどのメンバーは戦後に確保が困難となったニュータイプやその専用機としての性格が強いガンダムなどにも大きな関心を見せなかった。新連邦政府発足後は、新連邦軍最高議会へ移行する。

##### 連邦軍
連邦政府の公式軍隊。作中ではそれぞれ、「旧連邦軍」（A.W.以前）、「新連邦軍」（A.W.0015以降）と呼称される。
旧連邦軍時代には、生前のルチル・リリアントや少年兵時代のジャミル・ニートが所属していたニュータイプ部隊などを擁し、ニュータイプの研究と戦略兵器としてのガンダムやシステム各種の開発を積極的に行い戦力化していた。描写には乏しいものの、当時の軍服はサンドブラウンが基調色となっていた。
第7次宇宙戦争において、宇宙革命軍との交戦で多数の将兵が戦死した。
政府再建委員会の軍事部門として再編された後に発足した新連邦軍は、強大な軍事力を誇ると共に、旧連邦軍時代からの軍歴を持つ上級将校に加え、士官・下士官・兵士にはA.W.移行後に新兵となった者たちと、第7次宇宙戦争の生存者である複数の元旧連邦軍ベテラン将兵が就き、参謀本部及び直属の特務部隊、フロスト親衛隊などの部隊を擁している。再建委員会時から採用されている軍服は旧連邦軍時代のものとは異なるデザインをしており、一般士官以下はシャツとボトムスのみで、オプションとして士官級用ブーツや陸戦隊用ヘルメットも存在し、着崩しなども問題視されず、特務部隊には青紫色を基調としたコートやジャケットが、上級将校には制帽も用意されている。そして全体的に、アイボリー、ダークグリーン、サンドブラウンのカラーバリエーションが存在した。また、ニュータイプの戦力化については、アイムザット・カートラルらがガンダムダブルエックス開発を進めていた事例とニュータイプ研究所管理を除いて旧連邦軍ほど注力はしておらず、ニュータイプ関連の技術は厳格化されている。

#### 関連施設
旧連邦MS工場
セントランジェ郊外にある廃墟。ここの構内に、ガンダムXがMS用ドーリーに横たわった状態で置かれていた。A.W.0015の4月12日、フリーデンからティファを連れ去ったガロードは、彼女に指示されるままにここへ逃げ込み、ガンダムXと出会った。
第8動力施設跡地
北米に位置する旧連邦の動力供給施設。構内にMSやジャンクパーツが多数残されているが、設置されていた黒い塔状のエネルギー炉が暴発する可能性が高かったことから、バルチャーからも「最も危険な場所」と敬遠され、侵入を試みようとした者はいなかったという。
フリーデンのクルーを負傷させて責任を感じたガロードは、その償いとしてここに侵入し、収穫物を得ようとしたが、彼からガンダムXを奪取しようと現れたエニル・エルと交戦した余波でエネルギー炉が暴走し、施設跡地は大爆発を起こした。
ゾンダーエプタ
旧連邦軍が太平洋上に建造した人工島。旧連邦軍の兵器プラントであり、アイムザットがここでガンダムダブルエックス開発を指揮していた。また、政府再建委員会にとって重要施設であったことから、ドリテアやドートレス・フライヤーのMS部隊を配して警備させている。
本島の海域に到着したフリーデンのクルーを、政府再建委員会による2度の捕獲作戦で本島に一時拘束成功したが、最高審議会が彼らの処分保留を決定したことが仇となり、脱走を許してしまう。更にカトック・アルザミールの協力と自己犠牲を受けたガロードにダブルエックスも奪取された結果、本島はダブルエックスのツインサテライトキャノンの一撃で壊滅した。
第11飛行基地
南アジア3国の近傍に位置する新連邦軍の空爆基地。地球統一作戦開始後の新連邦軍は、この施設を拠点にエスタルド人民共和国に空爆を加え続けていたが、南アジア3国同盟軍とフリーデンの攻略作戦により、ガンダムダブルエックスのサテライトキャノンで破壊された。
ニュータイプ研究所
中央アジアの岩山のジオフロントに建設されたニュータイプの発見と研究を行う特殊機関。
第8宇宙基地
アジア方面に位置する宇宙港基地。シャトル打ち上げ設備であるマスドライバーなどが設置されており、革命軍との決戦を念頭に置いてバルトーク級宇宙巡洋艦を航宙艦ドックで多数製造していたが、A.W.0015の時点で革命軍に占拠されており、ニュータイプ研究所壊滅後に新連邦軍はこの基地を奪還する目的で第36方面軍を投入。ガロードと革命軍の第2次帰還部隊を乗せたバルトーク級の打ち上げも阻止するために、革命軍やフリーデンとの間で激戦となったが、バルトーク級は打ち上げられてしまった。
ニューオリンズ基地
元旧連邦軍の宇宙艦船建造基地。A.W.0015の時点では、北米反新連邦組織が拠点として利用している。
月面基地
第7次宇宙戦争期に旧連邦軍が月面に建設した最重要施設。「マイクロウェーブ送信施設」や「D.O.M.E.」といった、軍事的・政治的双方の意義を有する設備で構成されている 。

#### 兵器

##### 機動兵器
旧連邦時代からフラッシュシステム搭載機であるガンダム・タイプをはじめ、汎用機・局地戦用機など、さまざまなMSやMAを配備しており、政府再建委員会発足後もより強力な新型機開発に成功している。

##### 艦艇・その他の兵器
宇宙革命軍との戦闘を想定しての宇宙艦艇や、地球で運用する海上艦、陸上戦艦などを増産しており、航空機、地上車輌からニュータイプ専用装置まで、多彩なビークル及びシステムを実戦投入している。

#### 来歴

##### 旧連邦時代
A.W.以前の時代、当時からすでに宇宙進出が行われスペースコロニーなどが建設されていたが、コロニーを支配下に置く連邦政府は、コロニーの独立を唱えるスペースノイドが対立しており、これらは幾度となく宇宙戦争へと発展していた。
そして第7次宇宙戦争において連邦軍は、短期決戦を狙って挑んできた宇宙革命軍に対抗。結果、戦争は膠着状態に陥ったまま8ヶ月が過ぎた。戦争長期化による自軍の不利を悟った革命軍がコロニー落としを切札として連邦政府に無条件降伏を迫ると、これに対し連邦軍は、かねてから研究していたニュータイプとニュータイプ専用に開発していたMS「ガンダム」を投入し徹底抗戦の構えをとった。そしてコロニー迎撃作戦のため、待機していたコロニーの1基を連邦軍のニュータイプパイロット、ジャミル・ニートが駆るガンダムXが撃墜したのをきっかけに、革命軍はコロニー落としを強行。戦局は泥沼化し、両軍ともに戦闘継続が不可能になるまでの打撃を受け、勝敗がつかぬまま自然に終戦となった。そしてコロニー落としによって地球は壊滅状態となり、クラウド9以外のコロニーも全て失われたことから、戦争以前は100億人だった地球圏の人口の95%が失われ、連邦政府は事実上崩壊した。

##### 政府再建委員会の発起
第7次宇宙戦争により地球統合連邦政府は崩壊し、年号がA.W.へと移ってから15年経った現代においての地球全土の人口は9800万人であった。特にコロニー落としの標的となった南米大陸ならびに近隣の北米大陸は戦後も復興が遅れたようで、地球は無政府状態となっていた。
たが、旧連邦の生き残りたちによって編成された政府再建委員会が新たな連邦政府樹立のための活動を水面下で行い、同時にフロスト兄弟にティファの身柄確保やGXビットの回収などを、アイムザットらにはガンダムダブルエックスの開発も進めさせていた。これら諜報機関のメンバーによるニュータイプ及びそれに因んだ兵器に関する任務はフリーデンとの度重なる交戦で成果を出せなかったものの、短期間で強大な軍事力を構築した再建委員会は地球統一作戦を開始。アフリカ制圧を皮切りにアジア方面に侵攻するも、南アジアや北米で抵抗を受けて作戦が遅滞したことから、アジア侵攻を政治面で有利に勧めるため、新連邦政府樹立宣言を前倒しで行うことを決定した。

##### 新連邦政府樹立
A.W.0015。政府再建委員会は新連邦政府の樹立を宣言。急速に勢力を拡大させ、セインズアイランド制圧に成功し、戦況が膠着状態だった南アジア3国も陥落させるなど、北米の一部を除く地球全土を短期間でほぼ統一した。さらに新連邦政府は、傘下のニュータイプ研究所に宇宙革命軍のスパイが複数潜伏し大気圏離脱をしたことを受けて、非常事態宣言を発令し革命軍の健在を公表。先の大戦で地球を壊滅させ、今なお、地球侵攻を図る革命軍への恐怖を意識させることで地球の結束を促す。
ところが、地球統一を完遂しきれていない現状と、コロニーレーザーを失った革命軍の危険度低下から最高議会のメンバーの多くが早期全面再戦に難色を示し、革命軍との和平を唱えるようになった。だがそんな和平派一同は、これを疎ましく感じたフロスト兄弟により、宇宙革命軍のテロを装い、抹殺される。早期での全面再戦を主張していたブラッドマンによって、フロスト兄弟の行動は黙認され、新連邦はブラッドマンが主導権を握る独裁状態となった。
そして地球圏の覇権を握る鍵とされるD.O.M.E.を巡り、連邦軍宇宙艦隊を月面に向かわせると、月宙域で第7次宇宙戦争以来対立していた宇宙革命軍と全面戦争を展開。ブラッドマンは、会したD.O.M.E.（ファーストニュータイプ）に自身の概念を否定された挙げ句、革命軍との戦闘を継続しようとした矢先にフロスト兄弟の手で葬られ、連邦軍の宇宙艦隊も彼らに攻撃されかけたが、ガンダムダブルエックスを駆るガロードの活躍により難を逃れた。
主戦派の総司令であったがブラッドマンが戦死し、D.O.M.E.も破壊されたことにより第8次宇宙戦争は短期間で収束。対立構造が消滅したわけではないものの、新連邦政府もようやくクラウド9との和平交渉に臨むようになり、戦争から半年後に開かれた第3回調停会議には連邦軍の和平協議会に加入したジャミルとサラ・タイレルが代表として出席する。

### 戦後独立国家
第7次宇宙戦争後に誕生した地球の小国群。戦争末期のコロニー落としで旧連邦が壊滅した後に、戦災と旧連邦の支配を脱した一部の人々によって、数少ない資源などを集約して興された。いずれもコロニー落としの被害が少なかった地域や大規模シェルターが存在した場所に構えられていることが多く、A.W.0015時点ではインフラやマスコミ、交通機関の再建などで独立国家同士や他の都市との交易が可能となり、悪質なMS乗りやバルチャーなどから防衛する軍隊も保有するなど、小規模ではあるものの各々が独自の国家として機能している。
だが、樹立宣言した新連邦政府の強大な武力による地球統一作戦を実施されると、これに反発する各地の独立国家同士が同盟を締結して新連邦軍に対抗した。しかし、新連邦側の圧倒的な軍事力や巧みな作戦によって数多くの独立国家群が新連邦に併呑されてしまった。

#### フォートセバーン市
北米大陸北部の寒冷地帯に位置する地方自治都市。ノモア・ロングが市長を務めている「市」であるものの、戦後独立国家に分類されており、豪雪と山脈に囲まれた活気ある都市で、悪質なバルチャーやMS乗りに襲撃されることもしばしばである。ノモアと自警部隊隊長のカリス・ノーティラスは連邦軍のものと似たデザインの制服を着用している。
自ら都市を築き、MSを配備する自警部隊に人工ニュータイプのカリスをリーダーとして置いたノモアによって、市民から高い支持を得られるほど市政は安定していたが、ノモアの正体は旧宇宙革命軍のドーラット博士で、この都市自体は第7次宇宙戦争時に旧革命軍の超巨大MAパトゥーリアの不時着地点に築かれたものであり、都市の繁栄もパトゥーリアの秘匿と再建という地球住民への復讐の準備をカモフラージュするためであった。
A.W.0015、フリーデンから捉えたティファを利用することに失敗したノモアは、カリスを奪還生体部品として組み込んでパトゥーリアを起動。これにより市街地は、パトゥーリアの無差別攻撃にさらされて火の海となってしまうが、駆けつけたフリーデンクルーにより撃退され、ノモアも自決。以降は、ノモアから解放されたカリスたちが復興にあたることになった。
なお、カナダには現実に同名の都市が存在する。 

#### 南アジア3国
第7次宇宙戦争によって連邦が崩壊後に興った南アジアの小国群の一つ。3国とも独立国家群の中では比較的強力で、A.W.0015には南アジア戦線の中心地となった。エスタルド人民共和国とガスタール民主共和国はA.W.以前から続く民族問題により対立していたが、政府再建委員会/新連邦政府の小国家制圧に対抗するため、隣国ノーザンベル連合王国との3国による同盟軍を結成。その際には、一時的にではあるが新連邦軍の侵攻を阻み、地球統一作戦を遅延させるほどの戦果を挙げていた。しかし、新連邦軍のサクリファイス作戦に嵌り、エスタルドとガスタールの間を取り持っていたノーザンベルが新連邦の攻撃により降伏し、このことが同盟の均衡を破る契機となってガスタールが新連邦と手を組んでしまい、エスタルドは孤立無援となり、降伏せざるを得なくなる。

##### エスタルド人民共和国
南アジア3国のうち、東側に立地する独立国家。立憲君主制の王国と思われ、A.W.0015での国家主席はウィリス・アラミス。首脳陣や軍人たちは宇宙革命軍のものと近しい大時代的なデザインの制服を着用している。豊かな海洋資源を経済基盤にして戦後に復興した歴史を有するが、国防力は不充分であり、隣国ガスタールとは民族紛争が続いていたが、新連邦に対抗するため同盟を結ぶ。加えて自国にやって来たフリーデンの協力も取り付け、新連邦軍に対抗したが、ノーザンベルの降伏、ガスタールの寝返り、本国首都の爆撃などにより窮地に立たされ、国内でも徹底抗戦を主張する強硬派と降伏を主張する穏健派が対立する。さらに未熟なウィリスの胆力不足も手伝って状況が覆ることはなく、ウィリスの補佐官のルクス・ハノマアクによる機転で、前述のとおり本国の降伏が決定。一時は自身を国外へ脱出させる計画に同意したウィリスも、残された国民たちを戦火から救うことを決意し、新連邦軍へ投降。これにより、本国も新連邦に組み込まれることになった。

##### ガスタール民主共和国
南アジア3国のうち、西側に立地する独立国家。正規軍ではなく民族軍を擁している。新連邦に対抗するため、民族対立の続いていたエスタルドと同盟を結ぶが、ノーザンベルの降伏により、独断でエスタルドをあっさり見捨てて同盟を破り、新連邦と和平条約を結んでしまう。そして新連邦と連合軍を編制して、エスタルドとの民族問題に決着を付けようと相手国の国境へ進撃し、国外へ脱出しようとしたウィリスを発見して立ちはだかった。

##### ノーザンベル連合王国
エスタルドとガスタールの間に位置する内陸部に立地された独立国家で、首都はベルード。エスタルドとガスタールの仲立ち役を務めていたが、新連邦のサクリファイス作戦で真っ先に首都を攻撃され、エスタルドやノーザンベル、そしてフリーデンから援軍を派遣されたが首都を陥落させられ、降伏することになった。

## バルチャー
第7次宇宙戦争後の世界で、廃軍事施設などから兵器の残骸や電子部品を回収して売買する者たち。各地を巡りながら放置された物品を漁るという行動を禿鷹に例え、「バルチャー」と呼ばれるようになった。秩序の崩壊した戦後の世界を生き抜くために自衛用の戦艦やMSなどで武装しており、大抵のバルチャーは徒党を組み、MS乗りを用心棒として雇うこともあり、その際のやりとりには「バルチャーサイン」という信号弾を主に使用する。
戦後に無政府状態となった地球において、生き残った人々が復興を進めて小国群や大規模都市を形成する際に、膨大な復興資材が必要となったことから、主にインフラや機材にあてがう電子部品を調達する廃品回収業者として誕生した経緯を持つ。具体的な活動内容は、旧連邦軍の関連施設において兵器やその残骸、電子部品などを回収し、それを修理などで完品化して、戦後独立国家のような復興地域や公益商人、流れメカ屋への売り渡しを基本業務とし、復興の混乱が続きつつも世界で社会システムが確立されていくにつれて、保有している陸上戦艦やMS部隊を用いての物資輸送、人員移送、傭兵業なども請け負うようになった。
このように戦後の地球の商業活動の下地の確立に貢献してきた一方で、回収した兵器がクロッカの様な野盗崩れに渡って復興地域での襲撃・強盗に利用されたり、バルチャーの中にもMSや陸上戦艦の力にモノを言わせて悪行を働く輩が多いため、A.W.0015の時点では一般人からは忌み嫌われる存在となってしまい、さらにバルチャー同士で敵対関係となり、略奪に起因する乱闘を起こす事態も発生している。
そんなバルチャーであるが、放棄されている廃軍事施設が無限に存在する訳ではないことや、科学技術の向上による回収物の需要低下、バルチャーの高くない社会的地位に基づく非合法化の可能性などから、その存在が消滅に向かうとも言われている。

### 劇中に登場するバルチャーの一団
フリーデン
アルプス級陸上戦艦「フリーデン」を母艦とするバルチャー。リーダーは旧連邦のMSパイロット、ジャミル・ニート。フリーデンの項目も参照。
グリーツの一団
グリーツ・ジョーが率いるバルチャー。専用のテンザン級陸上戦艦を母艦とし、オクト・エイプ改を運用するMS部隊を擁している。
ロッソの一団
ロッソ・アラマントが率いるバルチャー。専用のロッキー級陸上戦艦を母艦とし、ジェニスを運用するMS部隊を擁している。
ローザの一団
ローザ・インテンソが率いるバルチャー。専用のピレネー級陸上戦艦を母艦とし、セプテム改を運用するMS部隊を擁している。
ザコット一味
ザコット・ダットネルが率いるバルチャー。専用のトリエステ級水陸両用艦を母艦とし、炎の時計部隊を擁する。誘爆の危険がある旧連邦の動力施設から部品を持ち出し、結果誘爆させることも厭わない過激派。
炎の時計部隊
火炎放射器を装備したドートレスHMファイヤーワラビーを運用する部隊。ドートレスHMファイヤーワラビー12機で、部隊名の由来にもなったアナログ時計の文字盤状の円陣を組みながら敵を包囲し、火炎放射器で火炙りにして敵パイロットを苦しめた後に残った機体を奪取する戦法を得意とする。

#### シーバルチャー
海上で生業をするバルチャー。その中でも沿岸都市に対して破壊・強奪などの無法行為をする傾向がある者たちは「オルク」と呼ばれ、区別されている。また、陸での同業者を「陸（おか）バルチャー」と呼ぶことがある。
ドーザ一味
ドーザ・バロイが率いるオルク。旧連邦のシーキャッスル指揮艦を母艦とし、ドーシートを主力機とする。イルカの脳を使用した生体ソナー「Dナビ」を製造・販売しその材料であるイルカの生体脳の調達のため定期的にイルカ漁を行う。
マーカス一味
マーカス・ガイが率いるオルク。旧潜水艦ポリペイモスを母艦とし、ドーシートを主力機とする。オルバ・フロストからGビットの引き上げを依頼される。

## その他の勢力
アルタネイティヴ社
第7次宇宙戦争終結後の世界で躍進した軍需コングロマリット。旧連邦の技術士官フォン・アルタネイティヴが、戦火を逃れて放棄された旧連邦の軍事施設を接収して事業を始めたもので、その技術力や生産力の高さから一躍人気ブランドとなった。北米の都市セントランジュ郊外に医療施設も擁する本社ラボを構え、ドートレスで構成されるMS部隊や、かつて旧宇宙革命軍が地球侵攻に用いた大型MAグランディーネなど、独自の戦力を保持しており、アルタネイティヴの指導の下、ニュータイプを軍事利用したビジネスで軍需のトップに躍り出ることを画策していた。
そのためにニュータイプであるティファの身柄を、フリーデンから確保していたが、再びフリーデンに彼女を奪還されたことから、ガロードにティファを取り戻す仕事を依頼したことが発端となって彼女の争奪戦を勃発させ、フリーデンや多くのMS乗り、バルチャー、フロスト兄弟まで関与させることになった。最終的にバルチャーやフロスト兄弟を抹殺しようとグランディーネまで投入するが、ガンダムXのサテライトキャノンでラボを壊滅させられた。
サテリコン　
宇宙で宇宙革命軍に対するレジスタンス運動をしていた反宇宙革命軍組織。先の大戦でザイデルのニュータイプ主義に反発したことで、故郷のコロニーを革命軍に破壊されたロイザーをはじめとする宇宙難民たちによって結成され、戦後も急進的な戦略を進める革命軍へのゲリラ的な抵抗を15年に渡って試みてきた。小惑星帯に位置する放棄された資源小惑星を改修して拠点としており、戦力としては宇宙戦艦ヴァローナ1隻とGファルコン、革命軍から鹵獲したジェニスなどを戦力として所有する。
ランスロー率いるMS部隊に攻撃されていたガンダムダブルエックスをパーラ・シスが救出して修理するとともに、負傷したガロードにも手当てをすると共に彼の協力を取り付けることに成功。その後、ダリア作戦阻止のためにクラウド9で行われていたパレードの隊列に爆弾テロ攻撃を仕掛けてザイデルを暗殺しようとしたが失敗。結果、これを受けたザイデルの指示による革命軍の報復攻撃「サテリコン掃討作戦」に晒されてしまい、抵抗虚しく組織は拠点もろとも壊滅させられ、生き残ったのはパーラとガロードのみとなった。
北米反新連邦組織
北米のフォートセバーン市をはじめとする戦後独立国家や都市などが連携して結成された反新連邦勢力。各参加国から軍人や軍属、あらゆる兵器が召集され、司令部が各部隊に指示を出しており、基本的に拠点を構える北米大陸から新連邦軍の撃退を主な活動とする。
この組織の中核となったカリスの部隊が、新連邦軍に拘束されたジャミルたちフリーデンのクルーを救出し、ガロードたちと再会させた。そしてカリスは、本来の活動内容ではなかったものの、新連邦軍と革命軍による武力衝突の阻止とD.O.M.E.との接触を切望するフリーデンのクルーに加わり、彼らと行動を共にした。
ニューオリンズ基地
北米大陸南部に位置する北米反新連邦組織の拠点。航宙艦用ドックやマスドライバー施設が併設されている。元は旧連邦軍の宇宙艦船建造基地だったようで、第7次宇宙戦争中に宇宙戦艦の開発が進められていたが、戦争終結に伴って中止となり、基地と共に放棄された。そしてA.W.0015に新連邦が地球統一作戦を実施すると、北米反新連邦組織が活動拠点として利用。放置されていた宇宙戦艦の修復も完了し、フリーデンのクルーを乗艦させて宇宙に打ち上げた。
民族独立戦線　
エスタルドの一部で反新連邦のレジスタンス活動を行っていた民間ゲリラ勢力。エスタルドでフリーデンを一時的に離れていたロアビィ・ロイが世話になっていた女性ユリナ・サノハラもメンバーの一人だった。組織の規模は小さく、銃火器程度の戦力しか装備していないことからMSの入手を目指し、幹部たちは強引な手段でロアビィを組織に引き込もうとするが、ロアビィの気持ちを察したユリナは反対した。だがその後、新連邦のゲリラ狩りにあい、ユリナはじめその場に居合わせたメンバーは全員殺害された。